# Els 3 Tambors
Els 3 Tambors era un grup format pels germans Jordi i Albert Batiste, Gabriel Jaraba i Josep Maria Farran. Només va publicar dos discs de quatre cançons cadascun (EP, extended play), dels quals es van vendre molts milers d'exemplars. El primer disc, de 1966, tenia dues peces imprescindibles: Cançó del noi dels cabells llargs, compost per Jordi Batiste quan tenia disset anys, que va ser el tema més conegut d'aquest grup, i Romanço del fill de vídua, amb un text de Pere Quart i música de Bob Dylan. El grup també va deixar altres peces interessants, com Invitació a la sardana. El grup donava molta importància a la base rítmica i a les lletres de denúncia social. Foren els pioners del pop-rock en català. A finals dels seixanta el grup es va desfer.

## Integrants[5]
- Jordi Batiste - veu
- Albert Batiste - baix
- Gabriel Jaraba - bateria
- Josep Maria Farran - guitarra

## Trajectòria
La gènesi de la formació cal buscar-la el 1964 quan els joves germans Jordi i Albert Batiste, juntament amb el seu cosí Xavier Triadó, decideixen formar un grup de música. Es tractava d’una banda de pop rock de tall anglosaxó, molt de l’estil de la moda dels joves de finals de la dècada dels seixanta.
El 1965 participen al Primer Festival de la Cançó Moderna Juvenil organitzat pel Cercle Barcelonès de Sant Josep i al cap de pocs mesos ja actuaran al Palau de la Música compartint escenari amb artistes com Raimon, Maria Cinta, Josep Maria Espinàs, Magda, Els 4 Gats i Guillermina Motta.
Entre 1965 i 1966 van ser una de les bandes catalanes que més van actuar en directe, però no van gravar cap treball discogràfic a causa d’una disputa amb la seva primera discogràfica, Edigsa, que no va veure clar publicar-ne cap. Entremig, el cosí Xavier va deixar la formació i van aprofitar per electrificar la proposta, incorporant Josep Maria Farran a la guitarra i Gabriel Jaraba a la bateria. Amb aquesta formació participen al Primer Festival de la Cançó Catalana que es va fer a Arbúcies i al Gran Premi del Disc Català celebrat a Lloret de Mar, compartint escenari amb gent com Guillem d’Efak, Tete Montoliu, Lou Bennett, Pi de la Serra, Luis Eduardo Aute i Joan Manuel Serrat.
El 1966 fitxen per la discogràfica Belter i finalment publiquen el que serà el seu debut discogràfic. Es tracta d'un EP que incloïa quatre cançons, entre les quals el Romanço del Fill de la Vídua, una versió del cèlebre Tombstone blues de Bob Dylan en què hi van fer encaixar els versos del poema homònim de Pere Quart, i la iniciàtica Cançó del noi dels cabells llargs, composta per Jordi Batiste. Aquesta cançó va ser el tema més conegut del grup, en part també perquè Els 4 Gats la van incorporar al seu repertori habitual.
El 1967 participen al Gran Recital de la Cançó Catalana celebrat al Palau de la Música. Al cap de pocs mesos graven el seu segon i últim EP, que es publicarà l’any següent, i que inclou les cançons Demà, Estic sol i Invitació a la sardana, i en què s’apropen al folk rock i al pop psicodèlic.El grup donava molta importància a la base rítmica i a les lletres de denúncia social.
Entre 1967 i 1968, es dissolen Els 3 Tambors, i Albert i Jordi Batiste s’integren al col·lectiu Grup de Folk.

## Obra
| Any  | Títol                        | Tipus | Comentaris                                  |
| ---- | ---------------------------- | ----- | ------------------------------------------- |
| 1966 | Romanço del fill de la vídua | EP    | Inclou la Cançó del noi dels cabells llargs |
| 1968 | Demà                         | EP    |                                             |